# OMV (기업)
OMV(이전 약어: Österreichische Mineralölverwaltung Aktiengesellschaft, 영어: Austrian Mineral Oil Administration Stock Company)는 오스트리아 빈에 본사를 두고 있는 오스트리아의 다국적 통합 석유, 가스 및 석유화학 회사이다. 회사는 빈 증권거래소에 상장되어 있다. 2021년 포브스 글로벌 2000에서 OMV 그룹은 세계 413번째로 큰 상장 기업으로 선정되었다.
석유 및 가스 업스트림 및 다운스트림 사업은 물론 석유화학제품 및 플라스틱 재활용 분야에서도 활발히 활동하고 있다.

## 같이 보기
- 페트롤 오피시